# Because (Connecte-toi)
Pour les articles homonymes, voir Because (homonymie).
Singles de Ocean Drive featuring DJ Oriska
Without You (Perdue sans toi)
(2009) With the Sunshine (Tellement loin)
(2010)
Pistes de With the Sunshine
Without You (Perdue Sans Toi)
(3) We Can Make It
(5)
Because (Connecte-toi) est une chanson de dance du groupe Ocean Drive sortie en janvier 2009 sous le label Sony BMG Music avec la collaboration de DJ Oriska. Il s'agit du 3e single extrait de l'album With the Sunshine (2009). La chanson a été écrite par Johnny Williams, Gilles Luka, Nicolas Carel et produite par Gilles Luka, Nicolas Carel.

## Liste des pistes
Promo - CD-Single Sony
1. Because (Connecte-toi) - 3:39

## Classement par pays
| Classement (2009) | Meilleure position |
| ----------------- | ------------------ |
| France (SNEP)     | 11                 |